# Empoasca cypha
Empoasca cypha är en insektsart som beskrevs av Caldwell 1952. Empoasca cypha ingår i släktet Empoasca och familjen dvärgstritar. Inga underarter finns listade i Catalogue of Life.